# 1966年花蓮地震
1966年花蓮地震發生於1966年3月13日臺灣時間上午0點31分，震央位於琉球與那國島與台灣花蓮縣之間的海域。
中央氣象局指出，台灣本島地震觀測站在0時31分47秒接收到震波，各地持續搖晃到0時35分才逐漸平息；最大震度為宜蘭5級，台北、花蓮、淡水、新竹、台東及恆春4級，基隆、台中及台南3級。
與那國島的震度達到5。此次地震造成與那國島2人死亡，台灣4人死亡，房屋遭到破壞，並觀測到50公分的海嘯。
此次地震的地震矩為4.86×1020 Nm，地震規模為Ms8.0，Mw7.79，Mjma7.8或ML7.8。

## 災情
全台房屋全倒24間、半倒14間、輕微毀損16間。
板橋林家花園圍牆倒塌，長約20公尺。